# Торе Сан Марко (Пезаро и Урбино)
Торе Сан Марко је насеље у Италији у округу Пезаро и Урбино, региону Марке.
Према процени из 2011. у насељу је живело 170 становника. Насеље се налази на надморској висини од 334 м.